# Kremnický potok
Kremnický potok (też: Rudnica) – potok w Górach Kremnickich, na Słowacji, prawobrzeżny dopływ Hronu. Długość 21 km. Cały tok na terenie powiatu Żar nad Hronem.
Źródła na wysokości ok. 780 m n.p.m., na terenie wsi Kremnické Bane, na południowym skłonie szerokiej przełęczy, w której tzw. Kunešovská hornatina łączy się z grzbietem Flochovej. Spływa generalnie w kierunku południowym, przyjmując z obu stron szereg drobnych dopływów. Największym jest lewobrzeżny dopływ Bystrica spod Skałki i Przełęczy Bystrzyckiej, uchodzący do Kremnickiego Potoku w Kremnicy. Płynie m.in. przez miasto Kremnicę (gdzie zasila niewielki zbiornik zaporowy), a następnie przez wsie Horná Ves, Dolná Ves, Bartošova Lehôtka i Stará Kremnička. Uchodzi do Hronu na wysokości 255 m n.p.m. przy osadzie Píla, na terenie miasta Żar nad Hronem.
W przeszłości wody Kremnickiego Potoku obracały liczne koła młyńskie, napędzające stępy do kruszenia rudy oraz zasilały płuczki do jej przepłukiwania w poszukiwaniu złota.
Doliną Kremnickiego Potoku biegnie droga krajowa nr 65 z Turczańskich Cieplic przez Kremnicę do Żaru nad Hronem oraz linia kolejowa z węzła Horná Štubňa do Zwolenia (fragment tzw. Kolei Zwoleńskiej).